# GE U9B/U12B/U13B
Die Fahrzeuge der Typen U9B, U12B und U13B des Herstellers GE Transportation Systems sind dieselelektrische Lokomotiven mit der Achsfolge Bo'Bo', die für den Exportmarkt entwickelt wurden (also für nicht-nordamerikanische Eisenbahnen). Sie wurden von 1957 bis 1963 gebaut und in Brasilien, Südafrika und Kuba auf vier verschiedenen Spurweiten eingesetzt.
13 U9B wurden für Brasilien gebaut, zehn für 1.600 mm Breitspur und drei für Meterspur. Die 97 U12B wurden bzw. werden in Brasilien auf Meterspur und in Südafrika auf Kapspur eingesetzt, die 64 U13B ebenfalls in Brasilien sowie auf Normalspur in Kuba.

## Allgemeines
Die Lokomotiven sind im sogenannten Road-Switcher-Design gebaut: Dieselmotor, Kühler, Generator und Hilfsaggregate befinden sich dabei gut zugänglich unter einer langen Haube, die ebenso hoch, aber schmaler ist als das stark außermittig angeordnete Führerhaus und deshalb dem Fahrer den Blick in beide Richtungen ermöglicht. Die Lokomotiven sind daher für Rangier- und Streckendienste geeignet. Im Gegensatz zu späteren Ausführungen dieser Bauart ist der kurze Vorbau der Typen U9B, U12B und U13B ebenso hoch wie der lange Vorbau, so dass die Sicht des Fahrers in beide Richtungen eingeschränkt ist.
Die auf das U folgende Zahl steht für die Leistung der elektrischen Fahrmotoren in hp. Entsprechend liegt die Leistung der U9B bei 900 hp (671 kW) und die der U12B bei 1.200 hp (895 kW). Die Leistung der Dieselmotoren liegt jeweils um etwa 10 % höher; der Sechszylindermotor der U9B leistet 738 kW, der Achtzylindermotor der U12B 984 kW.
Nach einer rein rechnerischen Erhöhung der Motorleistung nach UIC-Bedingungen auf 1059 kW wurden die U12B ab 1960 – wahrscheinlich aus Marketing-Gründen – als U13B bezeichnet. Möglich war dies, weil die UIC-Nomen für die Festlegung der Leistung günstigere Bedingungen (Temperatur, Luftdruck) vorsahen als die bis dahin von GE angegebenen Werte.
Das B schließlich steht für die Achsfolge eines Drehgestells; bei den U9B, U12B und U13B sind also alle Achsen angetrieben. Entsprechend haben die ansonsten weitgehend baugleichen Typen U9C, U12C und U13C Drehgestelle mit drei Achsen.
Die U13B waren die letzten von GE für den Export gebauten vierachsigen Maschinen dieser Leistungsklasse. Die Typen U15B und U17B wurden zwar angeboten, jedoch nicht gebaut. Sechsachsige Lokomotiven wie die U12C und die U15C waren für die Netze der potentiellen Abnehmerbahnen wegen der geringeren Achslasten besser geeignet.

## Einsatzländer

### Südafrika
Die South African Railways waren der größte Abnehmer dieses Typs. 45 Exemplare der Klasse 31  wurden 1958 beschafft, es waren die ersten erfolgreichen Diesellokomotiven der Bahn.
Ursprünglich waren sie analog zu den Elektrolokomotiven (1E, 2E usw.) als Klasse 1DE bezeichnet worden, doch dann entschied man sich, mit den Diesellokomotiven die Klassenbezeichnungen der Dampflokomotiven fortzusetzen – mit einer Lücke zwischen den Klassen 25 und 31, die 1981 mit der Klasse 26 noch verkleinert wurde.
Die Lokomotiven erhielten die Betriebsnummern D700–D744, die später mit einer Umstellung der Nummerierung auf ein klassenbezogenes System in 31-001 bis 31-045 geändert wurden. Die heute noch erhaltenen Exemplare tragen z. T. wieder die ursprünglichen Nummern.
Die Achslast der Maschinen liegt mit durchschnittlich 18,5 t – vollgetankt bis 18,9 t – deutlich über der der späteren Diesellokomotiven der Bahn, was ihren Einsatz auf Hauptstrecken begrenzt.

### Brasilien
Die Typen U9B, U12B und U13B wurden von fünf Bahnen in Brasilien beschafft:
- Die Rede Mineira de Viação erhielt 1957 drei meterspurige U9B mit den Bahnnummern 2001–2003.
- Für die breitspurige Cia Paulista Estradas de Ferro wurden 1958–59 zehn U9B geliefert, die die Nummern 740–749 erhielten.
- Die meterspurige Estrada de Ferro Sorocabana erhielt 1957–58 22 U12B mit den Bahnnummern 3201–3222.
- Die ebenfalls meterspurige Rede de Viação Paraná-Santa Catarina, die kurz darauf in der Rede Ferroviária Federal SA (RFFSA) aufging,  beschaffte ebenfalls 1957–58 30 U12B, die die Betriebsnummern 50–79. erhielten. Zehn U13B mit den Nummern 2311–2320 folgten 1963.
- Die Estrada de Ferro Leopoldina, damals ebenfalls schon Teil der RFFSA, erhielt 1963 mit 44 meterspurigen U13B die nach der SAR zweitgrößte Lieferung dieses Typs. Die Bahnnummern der Maschinen waren 2321–2364.

Durch Zusammenlegungen von Bahnen bzw. Besitzerwechsel sind einige dieser Lokomotiven später zur Novoeste und zur Ferrovia Paulista (FEPASA) gelangt.

### Kuba
Ende 1959 wurden zehn U13B für die Occidentales Railways geliefert. Sie erhielten die Bahnnummern 13201–13210. Es waren die ersten als U13B bezeichneten Exemplare und die einzigen Lokomotiven dieses Typs für Normalspur.